# Ді (річка, Шотландія)
Ді (англ. River Dee, гельск. Uisge Dè) — річка в Шотландії, 3-тя за довжиною в країні, 12-та у Великій Британії 140 км (87 миль). Бере початок на північних схилах Грампіанських гір на півдні Кернґормського масиву (Бен-Макдуи 1 309 м) з джерела Wells of Dee, у верхів'ях тече по низкогір'ям, утворюючи біля міста Бремар водоспад Linn of Dee 300 м. Далі Ді протікає практично строго на схід по території історичної області Мар і минає замок Балморал, одну з резиденцій англійських королів. В цьому регіоні берега річки відрізняються особливою мальовничністю, що сприяло перетворенню цієї частини долини в популярну зону літнього відпочинку. Впадає в Північне море в місті Абердин. Середня витрата води в гирлі близько м³/с. На річці розташоване найбільше місто північного сходу Шотландії — порт Абердин.
Значних приток не має.
На Ді стоять міста Абердин, замок Балморал, Бремер.
На річці Ді широко поширена спортивна риболовля. Особливо в середній течії.